# 埃迪·佩波瑞爾
埃迪·佩波瑞爾（英語：Eddie Pepperell，1991年1月22日—）是英格蘭的一位職業高爾夫球運動員，他現在參加高爾夫歐巡賽的賽事。佩波瑞爾出生在牛津郡，在2009年他在南海業餘錦標賽上獲得亞軍。2011年他轉為職業球員。2013年，他在BMW PGA錦標賽上獲得第六名，並獲得參加美國高爾夫公開賽的資格。

## 外部連結
- 官方网站
- 埃迪·佩波瑞爾在歐洲巡迴賽官方網站
- 埃迪·佩波瑞爾在男子高爾夫世界排名的官方網站